# Азербайджанський технічний університет
Азербайджа́нський Техні́чний Університе́т було засновано 1887 року, нині є одним з провідних вишів Азербайджанської республіки.

## Факультети
Нині університет готує спеціалістів за 26 напрямками та 70 спеціальностями.
В університеті функціонують такі факультети:
- Автоматика й обчислювальна техніка;
- Радіотехніка та зв'язок;
- Електротехніка та енергетика;
- Машинобудування;
- Транспортний;
- Металургія;
- Технологічні машини;
- Інженерний бізнес та менеджмент.

На денному та заочному відділеннях цих факультетів навчається до 6000 студентів, з них 300 — іноземців. На 46-ти кафедрах університету працюють понад 600 викладачів, з яких 70 докторів наук, професорів та близько 400 кандидатів наук, доцентів.

## Інфраструктура
У розпорядженні студентів та співробітників університету є бібліотечний фонд, що налічує понад 700 000 книг, та спеціально обладнані читацькі зали.
Всі кафедри оснащено сучасним обладнанням, комп'ютерами та спеціалізованими лабораторіями. З метою підготовки та підвищення кваліфікації студентів за фахом «Зв'язок і телекомунікації» створено спеціальний навчальний центр.
АзТУ має сучасний «Палац Спорту», студентське містечко та пансіонат для відпочинку.